# Tortora
Tortora är en ort och kommun i provinsen Cosenza i regionen Kalabrien i Italien. Kommunen hade 6 131 invånare (2018).